# Epigynopteryx nigricola
Epigynopteryx nigricola är en fjärilsart som beskrevs av W. Warren 1897. Epigynopteryx nigricola ingår i släktet Epigynopteryx och familjen mätare. Inga underarter finns listade i Catalogue of Life.